# Arachnomimus
Arachnomimus is een geslacht van rechtvleugeligen uit de familie krekels (Gryllidae). De wetenschappelijke naam van dit geslacht is voor het eerst geldig gepubliceerd in 1897 door Saussure.

## Soorten
Het geslacht Arachnomimus omvat de volgende soorten:
- Arachnomimus annulicornis Chopard, 1936
- Arachnomimus aureopubescens Wiendl, 1970
- Arachnomimus bicolor Chopard, 1928
- Arachnomimus brevipalpis Chopard, 1969
- Arachnomimus istrapura Gorochov, 2003
- Arachnomimus jacobsoni Chopard, 1924
- Arachnomimus lepidus Chopard, 1969
- Arachnomimus maindroni Chopard, 1969
- Arachnomimus micropthalmus Chopard, 1929
- Arachnomimus nietneri Saussure, 1878
- Arachnomimus amboinensis Karsch, 1886